# Sari Lindblom
Sari Lindblom, född 6 maj 1960 i Helsingfors, är en finländsk psykolog och sedan 2022 rektor för Helsingfors universitet.